# Ulf Larsson (teknikhistoriker)

För andra personer med samma namn, se Ulf Larsson (olika betydelser).  
Ulf Johan Larsson, född 11 april 1965 i Mo socken, Västergötland, är en teknikhistoriker verksam vid Nobelmuseet i Stockholm. 
Ulf Larsson växte upp i Floby i Västergötland. Han doktorerade 1997 i teknikhistoria vid Kungliga Tekniska Högskolan i Stockholm med avhandlingen Brobyggaren: Otto Linton, byggnadskonsten och dess professioner i Norden under första delen av 1900-talet. Sedan 1998 är han förste intendent vid Nobelmuseet och ansvarig för museets utställningsavdelning. Hans forskning har inriktat sig på svenska ingenjörer och arkitekter under 1900-talet. Vid Nobelmuseet har han varit redaktör och medförfattare för Människor, miljöer och kreativitet: Nobelpriset 100 år, som utgivits på sex språk.

## Publikationer
Larsson har författat följande: 
- Ulf Larsson, Riddarholmen eller Kungsholmen?: den professionella debatten och de politiska besluten kring sammanbindningsbanan och Stockholms brofrågor 1926-1931 (1993)
- Ulf Larsson, Socialingenjören Hjalmar Cederström och kampen mot sjukdom och fattigdom (1996)
- Ulf Larsson, Brobyggaren: Otto Linton, byggnadskonsten och dess professioner i Norden under första delen av 1900-talet (1997)
- Ulf Larsson, Daggdroppen och kosmos: Harry Martinsons värld (2004)
- Ulf Larsson, Alfred Nobel: networks of innovation (2008)